# Shaolin Tempel Deutschland
Shaolin Tempel Deutschland is een chan-boeddhistische tempel in Berlijn die gespecialiseerd is in de vechtkunst van de Shaolintempel, qigong en taiji. Het is de enige in Duitsland die de Shaolinkunst officieel vertegenwoordigt voor de hoofdtempel in Henan. De abt van de tempel is Grote meesterbhikkhu Shi Yongchuan.
De tempel van 2000 m² werd in november 2004 gebouwd en is de grootste Shaolintempel buiten China en heeft twee adressen in Berlijn. De tempelorganisatie bestond al sinds 2001 in Berlijn. Wekelijks worden op dinsdag, donderdag en zaterdag gebedsdiensten gehouden. De tempel heeft een altaar van Sakyamuni Boeddha.